# NKチャコヴェツ
NKチャコヴェツ（NK Čakovec）は、クロアチアのメジムリェ郡チャコヴェツをホームタウンとするサッカークラブである。

## 歴史
2000年にプルヴァHNLに昇格、2000-01シーズンはホームでハイドゥク・スプリトに2-0で勝利、NKディナモ・ザグレブと0-0で引き分ける等してプルヴァHNL残留を果たした。2001-02シーズンは開幕2連勝を飾り、一時的にプルヴァHNLで首位に立った。しかし、最終的にドルガHNLに降格、その後は4部リーグまで降格した。

## 獲得タイトル
- ドルガHNL：1回
  - 1997-98

## 歴代所属選手
- ロベルト・ヤルニ
- ブランコ・フチカ 2001-2002